# Mati Shemoelof

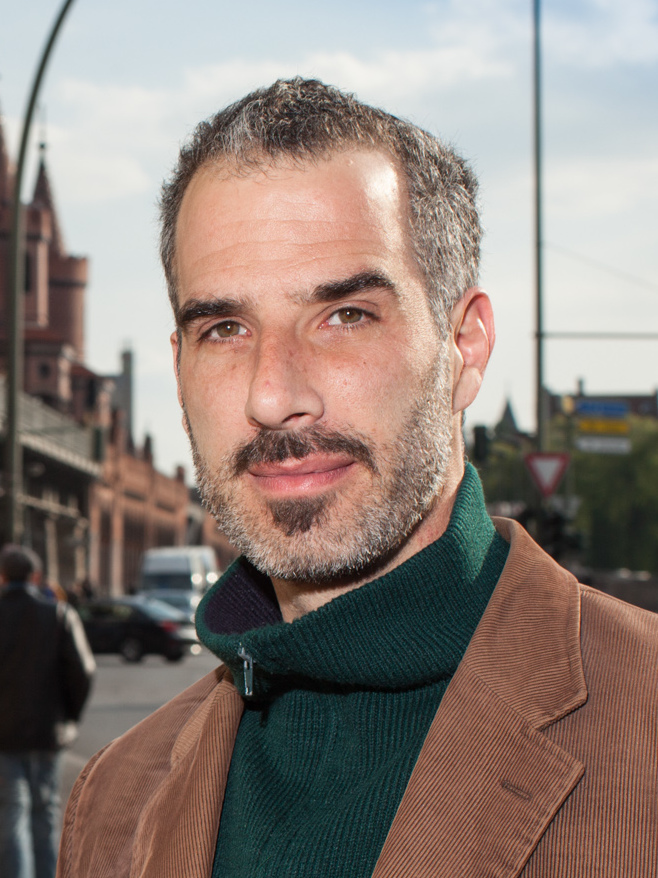
Mati Shemoelof

Mati Shemoelof (hebräisch מתי שמואלוף; * 1972 in Haifa) ist ein israelischer Schriftsteller, Dichter und Kurator, der auf Hebräisch und Deutsch schreibt und seit 2013 in Berlin lebt.

## Leben
Mati Shemoelof studierte Dramatisches Schreiben für Theater an der Universität Tel Aviv in Israel und erwarb dort seinen ersten akademischen Abschluss. Anschließend schloss er sein zweites Studium mit einem Master in Film und Geschichte mit Auszeichnung ab. In seiner Abschlussarbeit analysierte er die mythischen und historischen Gründe für die Popularität des Bildes von Malcolm X in den 1990er Jahren des 20. Jahrhunderts.
Shemoelof lebt in Berlin. Er ist verheiratet und Vater einer Tochter. Er schreibt sowohl auf Hebräisch als auch auf Deutsch. Insgesamt hat er zwölf Bücher veröffentlicht, darunter acht Gedichtbände. Sein Werk umfasst Epik, Lyrik, Theaterstücke, Hörspiele, Essays, Texte für Kunstausstellungen und Kurzgeschichten.
In Berlin war er Mitbegründer der Gruppe „Poetic Hafla“, die literarische Veranstaltungen und Performances organisiert. Zudem ist er Mitbegründer von „Anu אנו نﺣــــﻧ: Jews and Arabs Writing in Berlin“. 2021 erhielt er ein Sonderstipendium des Berliner Senats, um ein viertägiges arabisch-jüdisches Festival zur Vision einer Nahostunion zu kuratieren.
2024 wurde ihm ein Stipendium des Deutschen Literaturfonds für die Arbeit an seinem ersten Gedichtband auf Deutsch verliehen: Jiddische Sounds, Deutsche Wörter.

## Positionen zum Nahostkonflikt
Die Familie Shemoelof wanderte aus dem Irak, Syrien und dem Iran nach Israel ein. Er gilt als eine der wichtigen Stimmen der arabischen Juden, die neue und bisher ungehörte Erzählungen vermitteln. Shemoelof bezeichnet sich selbst als linken Israeli und veröffentlichte Artikel u. a. in der Berliner Zeitung, dem dänischen Informationsmagazin sowie in der australischen Zeitschrift The Jewish Independent.
Er setzt sich für eine binationale Vision als Alternative im Nahostkonflikt ein und sieht sich als Aktivist für Frieden zwischen Israel und Palästina. In seinen Texten betont er, dass das Ende der israelischen Besatzung im Westjordanland und im Gazastreifen ein notwendiger Schritt für einen dauerhaften Frieden sei. Seine Vision umfasst die Gründung einer Union des Nahen Ostens.

## Veröffentlichungen (Auswahl)

### Gedichtbände
- Bagdad Haifa Berlin, Aphorisma Verlag, 2019, Nachdruck 2023, ISBN 978-3-86575-076-1.
- Das kleine Boot in meiner Hand nenn ich Narbe. Gedichte, Parasitenpresse, Köln, 2023, ISBN 978-3-98805-012-0.

### Kleine Texte
- ... reißt die Mauern ein zwischen „uns“ und „ihnen“, Aphorisma Verlag, 2018, ISBN 978-3-86575-584-1.[2]
- Bleiben oder widerstehen: wem gehört die deutsche Kultur und andere Texte und Gedichte, Aphorisma Verlag, 2020, ISBN 978-3-86575-592-6.

### Roman
- Der Prize, PalmArtPress, Berlin, 2025, ISBN 978-3-96258-243-2.

### Hörspiel
- 2018: Reihentitel: 100 Jahre Israel: Das künftige Ufer. Krieg in Europa, Frieden im Nahen Osten – Regie: Elena Zieser (Original-Hörspiel – WDR)[3]